# Стрица
Стрица је насељено мјесто у општини Вареш, Босна и Херцеговина.

## Становништво
|             | 2013.       | 1991.        |
| Укупно      | 52 (100,0%) | 112 (100,0%) |
| Хрвати      | 49 (94,23%) | 56 (50,00%)  |
| Срби        | 2 (3,846%)  | 0 (0,000%)   |
| Бошњаци     | 1 (1,923%)  | 0 (0,000%)1  |
| Остали      | –           | 41 (36,61%)  |
| Југословени | –           | 15 (13,39%)  |

1. 1 На пописима од 1971. до 1991. Бошњаци су пописивани углавном као Муслимани.